# LG전자서비스

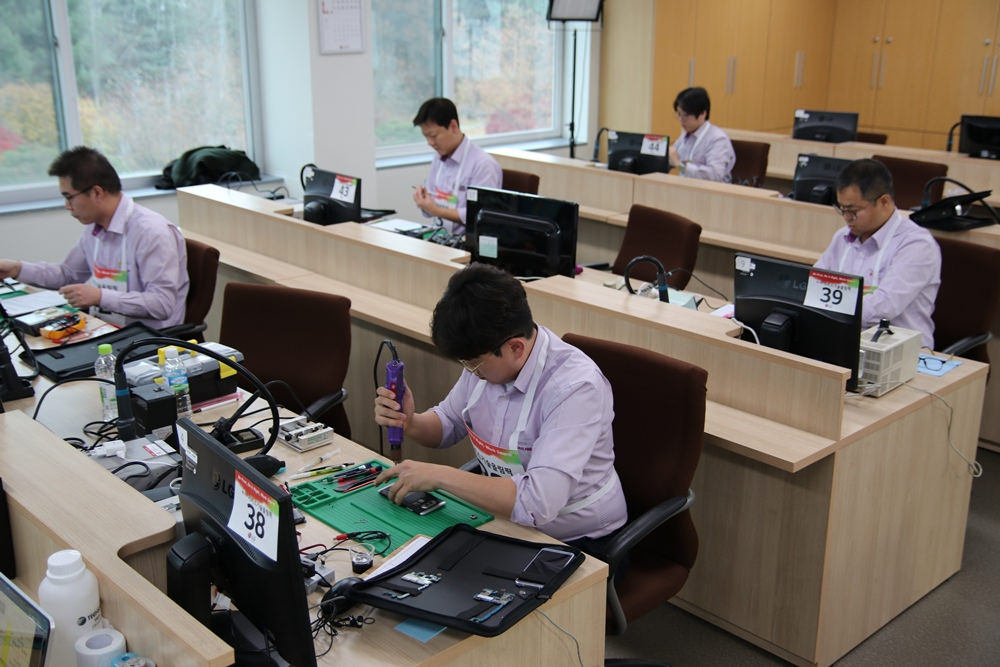
LG전자 서비스 직원 명장

LG전자서비스(영어: LG ELECTRONICS SERVICE)는 대한민국의 LG전자 제품 수리 기업이다.

## 지점
전국에 180여 개의 서비스 센터가 있다.

## 같이 보기
- LG전자 베스트샵
- 삼성전자서비스
- 고객 서비스